# Woody Harrelson

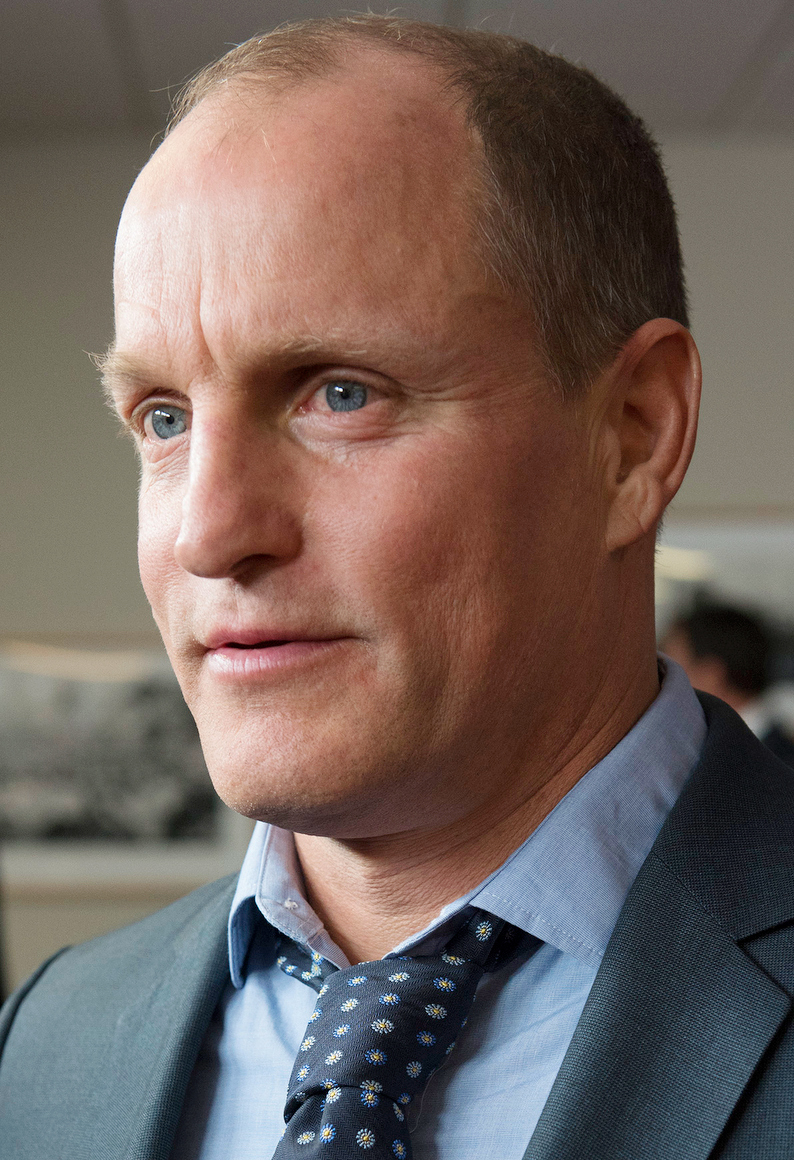
Woody Harrelson (2016)

Woodrow Tracy „Woody“ Harrelson (* 23. Juli 1961 in Midland, Texas) ist ein US-amerikanischer Schauspieler.

## Leben und Karriere
Harrelson wuchs bei seiner Mutter Diane Lou (geb. Oswald) in Lebanon, Ohio auf. Seine Mutter wurde von seinem Vater, Charles Voyde Harrelson, vor 1965 geschieden. Dieser wurde 1968 – als Harrelson sieben Jahre alt war – wegen Mordes an einem texanischen Geschäftsmann verurteilt. 1979 erhielt er eine zweite lebenslange Haftstrafe, in diesem Fall für die Ermordung eines Bundesrichters. Im März 2007 starb Harrelsons Vater im Gefängnis an einem Herzinfarkt. Woody Harrelson studierte Englisch und Schauspiel am Hanover College in Indiana und ist Mitglied der Studentenverbindung Sigma Chi.
Bekannt wurde Harrelson ab 1985 durch seine Rolle des Woody in der Fernsehserie Cheers. Seine erste Hauptrolle im Kino war die des Billy Hoyle in der Filmkomödie Weiße Jungs bringen’s nicht (1992). Bekannt wurde seine Rolle in Natural Born Killers von Oliver Stone, wo er 1994 mit Juliette Lewis ein Serienmörder-Duo darstellte. Für die Titelrolle in Larry Flynt – Die nackte Wahrheit von Miloš Forman wurde er bei der Oscarverleihung 1997 als bester Hauptdarsteller nominiert. Als bester Nebendarsteller wurde er 2010 für seine Darstellung eines traumatisierten US-Soldaten in dem Drama The Messenger – Die letzte Nachricht sowie 2018 als an Krebs erkrankter Sheriff Bill Willoughby in dem Spielfilm Three Billboards Outside Ebbing, Missouri nominiert.
Am 19. Januar 2017 drehte Woody Harrelson als Regisseur, Drehbuchautor und Hauptdarsteller den 1 Stunde und 43 Minuten langen Film Lost in London. Inhaltlich basiert der Film auf Erlebnissen, die Harrelson in London gemacht hat. Technisch ist er der erste Film, der nicht nur als Plansequenz in einer ununterbrochenen Einstellung produziert wurde, sondern auch gleichzeitig als Liveübertragung in ausgewählten Kinos angesehen werden konnte. Auf Rotten Tomatoes wurden 6 positive und 2 negative Kritiken gezählt und in der Internet Movie Database eine Wertung von 6,2/10 bei 4.394 Teilnehmern ermittelt.

## Privat

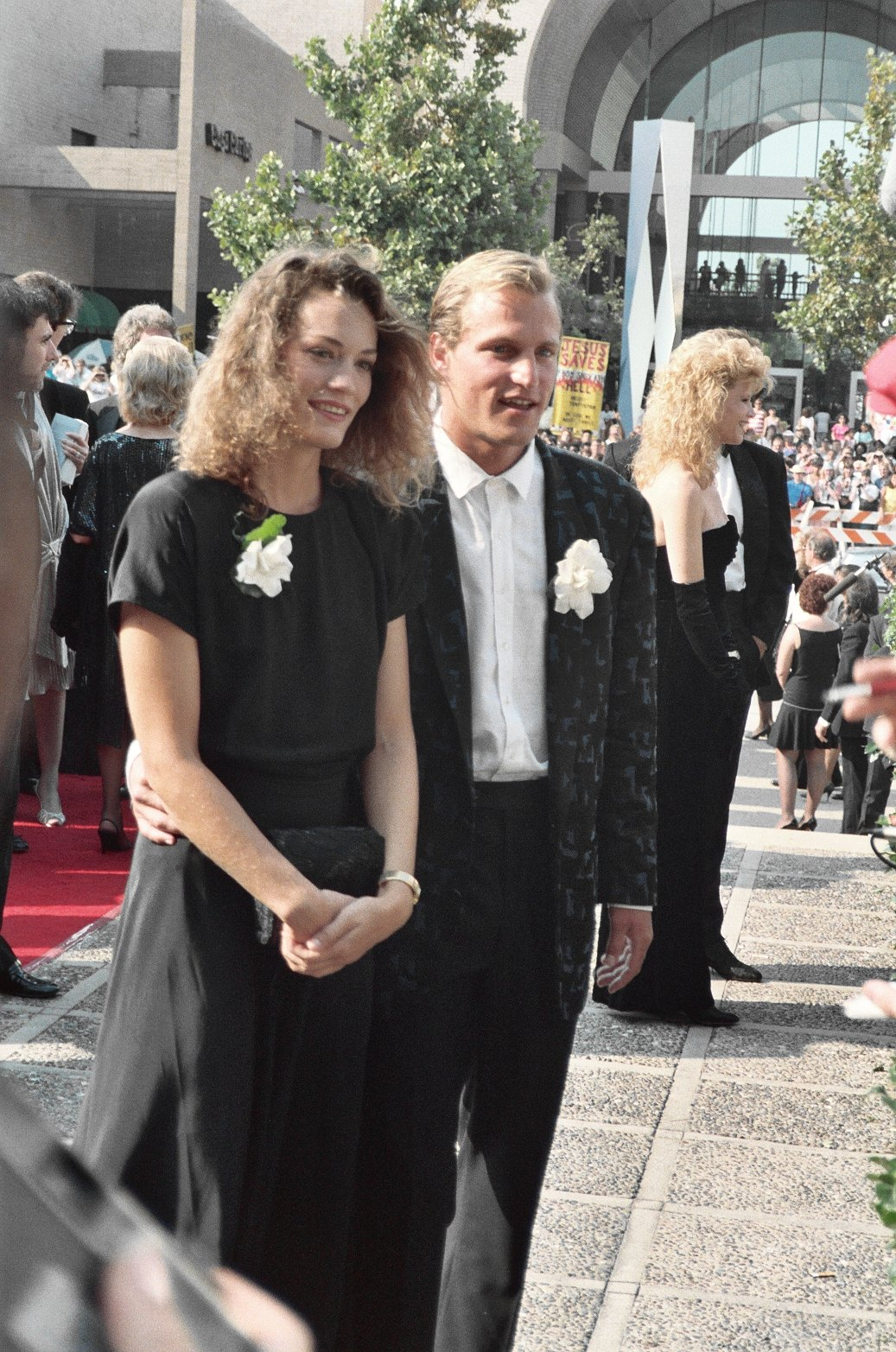
Harrelson mit Begleitung bei der 40. Verleihung des Emmy Awards (1988)

1985 heiratete Harrelson in Tijuana Nancy Simon. Zehn Monate später ließen sie sich scheiden. Am 28. Dezember 2008 heiratete er seine ehemalige Assistentin Laura Louie, mit der er schon seit 1987 zusammengelebt hatte. Am 28. Februar 1993 wurde Dani, die erste Tochter des Paares geboren, die zweite Tochter Zoe kam am 22. September 1996 zur Welt; am 3. Juni 2006 wurden sie erneut Eltern einer Tochter namens Makani.
Harrelson setzt sich unter anderem für Tierrechte ein und ist Veganer. 2010 unterstützte er gemeinsam mit Jennifer Aniston, Courteney Cox, Ben Stiller und anderen Hollywood-Stars die Kampagne The Cove PSA – My Friend Is … zum Schutz von Delfinen.
In dem Titelsong zu dem von Ziggy Marley im Jahr 2011 veröffentlichten Album Wild and Free hat der Mime einen Gastauftritt als Sänger.
Harrelson bezeichnet sich selbst als Anhänger des Anarchismus. Er ist Unterstützer des 9/11 Truth Movement und befürwortet eine Wiederaufnahme der Untersuchungen über die Terroranschläge am 11. September 2001. Weiter teilte Harrelson in den sozialen Medien im Frühjahr 2020 in der COVID-19-Pandemie Darstellungen von Dritten, nach denen das Virus mit der Mobilfunktechnik 5G im Zusammenhang steht.
Harrelson befürwortet die Cannabis-Legalisierung und beantragte Anfang 2016 zwei Lizenzen für Marihuana-Ausgabestellen auf Hawaii.
Harrelson ist ein großer Fan des Schachspiels. Ihm wurde 2018 beim Weltmeisterschaftskampf zwischen Titelverteidiger Magnus Carlsen und Herausforderer Fabiano Caruana die symbolische Ehre zuteil, in der ersten Partie den ersten Zug machen zu dürfen.

## Filmografie
- 1978: Die Rache der blonden Hexe (Harper Valley P.T.A.)
- 1985–1993: Cheers (Fernsehserie, 200 Folgen)
- 1986: American Wildcats (Wildcats)
- 1987: Die Hexen von Bay Cove (Bay Coven, Fernsehfilm)
- 1988: She’s Having a Baby
- 1988: Cool Blue
- 1988: Mickey’s 60th Birthday (Fernsehfilm)
- 1988: Killer Instinct (Fernsehfilm)
- 1990: Disneyland (Fernsehserie)
- 1990: Mother Goose Rock ’n’ Rhyme
- 1990: The American Film Institute Presents: TV or Not TV? (Kurzfilm)
- 1991: L.A. Story
- 1991: Doc Hollywood
- 1991: Ted & Venus
- 1992: Weiße Jungs bringen’s nicht (White Men Can’t Jump)
- 1993: Ein unmoralisches Angebot (Indecent Proposal)
- 1993: Cheers: Last Call! (Kurzfilm)
- 1994: Die Simpsons (The Simpsons, Fernsehserie, Folge 6x11, Sprechrolle)
- 1994: Geht’s hier nach Hollywood? (I’ll Do Anything)
- 1994: Machen wir’s wie Cowboys (The Cowboy Way)
- 1994: Natural Born Killers
- 1995: Money Train
- 1996: The Sunchaser (Sunchaser)
- 1996: Kingpin
- 1996: Larry Flynt – Die nackte Wahrheit (The People vs. Larry Flynt)
- 1996: Chaos City (Spin City, Fernsehserie)
- 1997: Welcome to Sarajevo
- 1997: Wag the Dog – Wenn der Schwanz mit dem Hund wedelt (Wag the Dog)
- 1998: Palmetto – Dumme sterben nicht aus (Palmetto)
- 1998: Ellen (Fernsehserie)
- 1998: Der schmale Grat (The Thin Red Line)
- 1998: Hi-Lo Country (The Hi-Lo Country)
- 1999: Austin Powers – Spion in geheimer Missionarsstellung (Austin Powers: The Spy Who Shagged Me)
- 1999: Frasier (Fernsehserie, Folge 6x13)
- 1999: EDtv
- 1999: Knocked Out – Eine schlagkräftige Freundschaft (Play It to the Bone)
- 2001: American Saint
- 2001: Will & Grace (Fernsehserie)
- 2003: Abgezockt! (Scorched)
- 2003: Weed Bandits (Hempsters: Plant the Seed) (Dokumentarfilm)
- 2003: Die Wutprobe (Anger Management)
- 2004: She Hate Me
- 2004: After the Sunset
- 2005: The Big White – Immer Ärger mit Raymond (The Big White)
- 2005: Kaltes Land (North Country)
- 2005: The Prize Winner of Defiance, Ohio
- 2006: Robert Altman’s Last Radio Show (A Prairie Home Companion)
- 2006: A Scanner Darkly – Der dunkle Schirm (A Scanner Darkly)
- 2006: Free Jimmy
- 2007: Nanking
- 2007: The Walker
- 2007: No Country for Old Men
- 2007: The Grand
- 2007: Battle in Seattle
- 2008: Transsiberian
- 2008: Sleepwalking
- 2008: Semi-Pro
- 2008: Surfer, Dude
- 2008: Sieben Leben (Seven Pounds)
- 2008: Management
- 2009: The Messenger – Die letzte Nachricht (The Messenger)
- 2009: Zombieland
- 2009: 2012
- 2009: Defendor
- 2010: Bunraku
- 2011: Freunde mit gewissen Vorzügen (Friends with Benefits)
- 2011: Rampart – Cop außer Kontrolle (Rampart)
- 2012: How to Make Money Selling Drugs (Dokumentation)
- 2012: Die Tribute von Panem – The Hunger Games (The Hunger Games)
- 2012: Game Change – Der Sarah-Palin-Effekt (Game Change)
- 2012: 7 Psychos (Seven Psychopaths)
- 2013: Die Unfassbaren – Now You See Me (Now You See Me)
- 2013: Auge um Auge (Out of the Furnace)
- 2013: Die Tribute von Panem – Catching Fire (The Hunger Games: Catching Fire)
- 2014: True Detective (Fernsehserie)
- 2014: Die Tribute von Panem – Mockingjay Teil 1 (The Hunger Games: Mockingjay – Part 1)
- 2015: Die Tribute von Panem – Mockingjay Teil 2 (The Hunger Games: Mockingjay – Part 2)
- 2016: Triple 9
- 2016: Die Unfassbaren 2 (Now You See Me 2)
- 2016: Das Duell (The Duel)
- 2016: The Edge of Seventeen – Das Jahr der Entscheidung (The Edge of Seventeen)
- 2016: LBJ
- 2017: Wilson – Der Weltverbesserer (Wilson)
- 2017: Planet der Affen: Survival (War for the Planet of the Apes)
- 2017: Schloss aus Glas (The Glass Castle)
- 2017: Three Billboards Outside Ebbing, Missouri
- 2017: Shock and Awe – Krieg der Lügen (Shock and Awe)
- 2017: Lost in London
- 2018: Solo: A Star Wars Story
- 2018: Venom
- 2019: The Highwaymen
- 2019: Zombieland: Doppelt hält besser (Zombieland: Double Tap)
- 2019: Midway – Für die Freiheit (Midway)
- 2021: Kate
- 2021: Venom: Let There Be Carnage
- 2022: Triangle of Sadness
- 2022: The Man from Toronto
- 2023: Champions
- 2023: Common Ground (Dokumentarfilm)
- 2024: Suncoast
- 2024: To the Moon (Fly Me to the Moon)
- 2025: The Electric State (Stimme)
- 2025: Last Breath
- 2025: Animal Farm (Stimme)

### Synchronisation
Seit 2004 wird Harrelson in seinen Film- und Serienauftritten von dem Synchronsprecher Thomas Nero Wolff vertont. Wolff leiht seine Stimme unter anderem auch Hugh Jackman und Jason Statham.

## Auszeichnungen und Nominierungen
Oscar
- 1997: nominiert in der Kategorie Bester Hauptdarsteller in Larry Flynt – Die nackte Wahrheit
- 2010: nominiert in der Kategorie Bester Nebendarsteller in The Messenger – Die letzte Nachricht
- 2018: nominiert in der Kategorie Bester Nebendarsteller in Three Billboards Outside Ebbing, Missouri

Golden Globe Award
- 1997: nominiert in der Kategorie Bester Hauptdarsteller – Drama in Larry Flynt – Die nackte Wahrheit
- 2010: nominiert in der Kategorie Bester Nebendarsteller in The Messenger – Die letzte Nachricht
- 2013: nominiert in der Kategorie Bester Hauptdarsteller – Mini-Serie oder TV-Film in Game Change – Der Sarah-Palin-Effekt
- 2015: nominiert in der Kategorie Bester Hauptdarsteller – Mini-Serie oder TV-Film in True Detective

British Academy Film Award
- 2018: nominiert in der Kategorie Bester Nebendarsteller in Three Billboards Outside Ebbing, Missouri

Screen Actors Guild Award
- 1997: nominiert in der Kategorie Bester Hauptdarsteller in Larry Flynt – Die nackte Wahrheit
- 2008: Auszeichnung in der Kategorie Bestes Schauspielensemble in einem Film in No Country for Old Men (gem. mit Javier Bardem, Josh Brolin, Garret Dillahunt, Tess Harper, Tommy Lee Jones und Kelly Macdonald)
- 2010: nominiert in der Kategorie Bester Nebendarsteller in The Messenger – Die letzte Nachricht
- 2013: nominiert in der Kategorie Bester Darsteller – Mini-Serie oder TV-Film in Game Change – Der Sarah-Palin-Effekt
- 2015: nominiert in der Kategorie Darsteller in einer Dramaserie in True Detective
- 2018: Auszeichnung in der Kategorie Bestes Schauspielensemble in einem Film in Three Billboards Outside Ebbing, Missouri (gem. mit Abbie Cornish, Peter Dinklage, John Hawkes, Lucas Hedges, Željko Ivanek, Caleb Landry Jones, Frances McDormand, Clarke Peters, Sam Rockwell und Samara Weaving)
- 2018: nominiert in der Kategorie Bester Nebendarsteller in Three Billboards Outside Ebbing, Missouri

Emmy
- 1987: nominiert als bester Nebendarsteller in einer Comedyserie (Cheers)
- 1988: nominiert als bester Nebendarsteller in einer Comedyserie (Cheers)
- 1989: Auszeichnung als Bester Nebendarsteller in einer Comedyserie in Cheers
- 1990: nominiert als bester Nebendarsteller in einer Comedyserie (Cheers)
- 1991: nominiert als bester Nebendarsteller in einer Comedyserie (Cheers)
- 1999: nominiert als bester Gastdarsteller in einer Comedyserie (Frasier)
- 2012: nominiert als bester Hauptdarsteller in einer Miniserie oder einem Fernsehfilm (Game Change – Der Sarah-Palin-Effekt)
- 2014: nominiert als bester Hauptdarsteller in einer Dramaserie (True Detective)

Goldene Himbeere
- 1994: Schlechtester Nebendarsteller in Ein unmoralisches Angebot